# SN 2001df
SN 2001df – supernowa typu II odkryta 25 czerwca 2001 roku w galaktyce M-04-51-05. W momencie odkrycia miała maksymalną jasność 18,00m.